# Svengali
 Svengali és una pel·lícula estatunidenca dirigida per Archie Mayo, estrenada el 1931. Forma part de les adaptacions de la novel·la Trilby de George du Maurier, aparegut el 1894.

## Argument
A la placa de Svengali, s'indica professor de música i director d'orquestra. Amb el seu ajudant Gecko, es dona aires de compositor i busca fortuna amb les senyores que el seu reclam impressiona. Ha convençut una de les seves clientes, la senyora Orline, de deixar el seu marit per anar amb ell. Després d'un curs de cant, li revela que ha deixat el seu marit per a ell, sense pensió. Llavors, la rebutja. Marxa, espantada i l'endemà la notícia: La senyora Orline s'ha tirat al riu.
No tenint ja diners per pagar el lloguer, mendicarà amb veïns anglesos, els Taffy i Laird. Prova una manipulació que falla i els dos anglesos bromistes el llancen a un bany que no ha pres des de fa molt de temps. Marxen amb la seva roba per convocar els estudiants i burlar-se del professor polonès. Quan tornen, el joc s'ha girat contra ells i Svengali marxa amb un vestit tot nou i una cartera ben plena.
Svengali ha sentit tanmateix la jove i bonica Trilby cantar i és portat per la seva veu que surt d'un palau que hauria de ser abovedat, segons ell, com una catedral, fins i tot com el panteó, dirà observant-ho de molt prop. Però Trilby coneix Billie i l'amor neix davant el professor. Gelós, i amb el pretext de fer passar una migranya a Trilby, utilitza els seus talents d'hipnotitzador. Furiosos, els amics anglesos i el jove enamorat arriben massa tard. Li ha fet hipnosi. La jove dona no recorda més que de la migranya que ha desaparegut. Svengali ha arribat al final. Recorrent a la telepatia, fa acostar-se la jove que crida Liebchen (el meu àngel). Aconsegueix a penes resistir-se. Per guanyar diners, posa nua a les Belles Arts. Billie està indignat.
Trilby es deixa convèncer per Svengali que no mereix Billie. L'hipnotitzador simula el suïcidi de la jove al riu i marxa amb ella per fer espectacles. Es casa amb ell i Trilby es fa un cantant famosa. Però un dia, els amics anglesos reapareixen a la seva vida. Persuadit que Svengali exercita sobre Trilby una influència hipnòtica, Billie decideix anar a cadascun dels concerts. Tement que Trilby sucumbeixi a l'amor per Billie i que declara sentir com un trastorn, Svengali anul·la de cop tots els seus concerts i fuig amb la seva esposa a Orient. Billie els persegueix. Svengali, ja molt malalt, decideix donar un últim cop. Morint-se en el seu últim espectacle, llança una oració a Déu implorant-lo oferir en la mort el que no ha tingut en la seva vida: l'amor de la que estima. Déu el satisfà. La jove cau en l'escena i mor als braços de Billie.

## Repartiment
- John Barrymore: Mestre Svengali
- Marian Marsh: Trilby O'Farrell
- Donald Crisp: Mr. Laird
- Bramwell Fletcher: Billee
- Carmel Myers: Mrs. Honori
- Luis Alberni: Gecko
- Lumsden Hare: Mr. Taffy
- Paul Porcasi: Bonelli
- Rose Dione (mare de Trilby, no surt als crèdits)

## Premis i nominacions

### Nominacions
- 1931. Oscar a la millor fotografia per Barney McGill
- 1931. Oscar a la millor direcció artística per Anton Grot